# Мендоса (город)
Мендо́са (исп. Mendoza, Mendoza del Nuevo Valle de La Rioja — Мендоса в новой долине Ла-Риохи) — город в Аргентине, столица одноимённой провинции.
По данным 2015 г. население Мендосы составляет 1 115 041 человек. Вместе с предместьями город образует агломерацию Большая Мендоса с населением в 1 400 000 человек (2015 г.), что делает её четвертой по величине агломерацией страны. Комфортный климат и развитое виноделие привели к возникновению неофициального названия: «город солнца и хорошего вина» — исп. «la tierra del sol y buen vino».

## Географическое положение

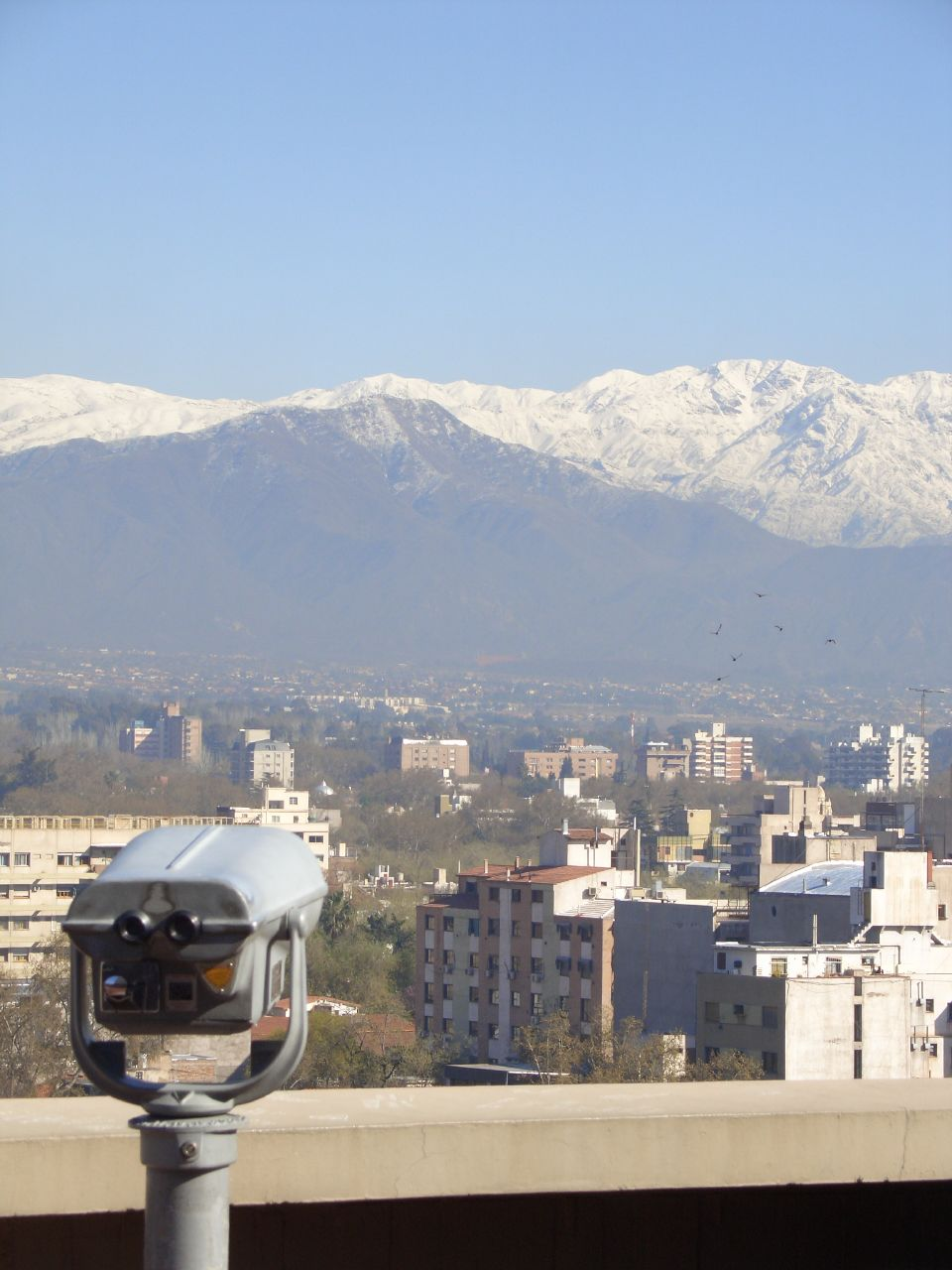
Вид на Анды из города.

Мендоса расположена в западной части Аргентины, у подножия Главной Кордильеры Анд. В 112 км к западу от города возвышается самая высокая гора Южной Америки — пик Аконкагуа (6962 м). Ближайшие крупные города: Сан-Луис — к востоку, по пути в Буэнос-Айрес, Сан-Хуан — к северу, и Сантьяго, столица Чили — к западу.
Мендоса занимает площадь в 57 км², средняя высота которой над уровнем моря составляет 767 м. Климат — континентальный, со значительными перепадами ночной и дневной температур. Ландшафт этой части страны представляет собою засушливые пампасы, однако город находится в оазисе, образовавшимся в междуречии Мендосы и Тунуяна. Микроклимат оазиса и орошение земель в пригородной зоне делают возможным возделывание винограда.

## История

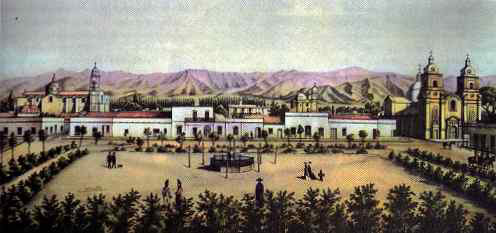
Мендоса колониальных времён.

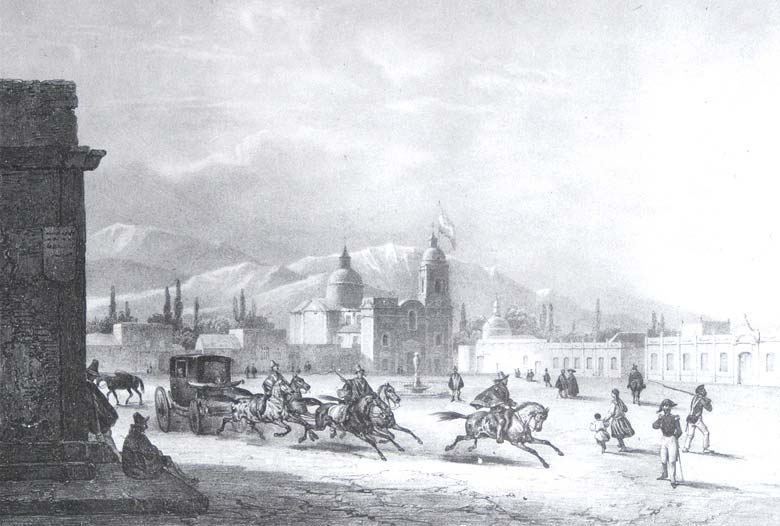
Мендоса в 1826 г.

Город был основан 2 марта 1561 г. капитаном Педро дель Кастильо, назвавшим его в честь своего молодого начальника Гарсии Уртадо де Мендоса, губернатора Чили и сына вице-короля Перу. Почти ровно через год, 28 марта 1562 г., по приказанию алькальда Сантьяго Хуана Хуфре Мендосу перенесли на новое место — на восток, на расстояние двух аркебузных выстрелов от изначального местоположения. Отдав такое распоряжение, Хуфре стал формально основателем нового города и получил за это причитавшуюся денежную премию — вторую после Дель Кастильо за одно и то же поселение.
Долгое время Мендоса оставалась спокойным маленьким городком — местом отдыха или зимнего постоя купцов перед походом через Анды. Более 200 лет город подчинялся Чили, являясь составной частью вице-королевства Перу. В 1776 г. он вошёл во вновь образованное вице-королевство Рио-де-ла-Плата, где пребывал до Майской революции 1810 г. За нею последовал период анархии, завершившийся в ноябре 1813 г. созданием Интендантства Куйо, куда помимо Мендосы вошли города Сан-Луис и Сан-Хуан.
С 1814 по 1816 гг. городом управлял Хосе де Сан-Мартин, исполняя должность губернатора-интенданта Куйо. Всё это время, с ноября 1814 по январь 1817 г., он занимался формированием войск для войны с роялистами, пока, наконец, не выступил 6 января в свой Андский поход для завоевания независимости Чили. Его Андская армия отправилась из пригорода Мендосы — Плумерильо. В августе 1816 г. губернатором стал Торбильо де Лузуриага, обеспечивавший Сан-Мартина во время всего похода провиантом и амуницией. В 1820 г., отказавшись от должности, он присоединился к Сан-Мартину в его очередном — уже Перуанском — походе, получив у того чин фельдмаршала. После отставки де Лузуриаги, 1 марта 1820 г., Интендантство Куйо прекратило своё существование с образованием вокруг Сан-Хуана и Сан-Луиса отдельных провинций.
Вслед за падением в 1852 г. главы Объединённых провинций Рио-де-Ла-Плата Хуана Мануэля де Росаса в Мендосу был назначен Федеральный инспектор, который управлял городом и провинцией до 1856 г., когда была принята конституция провинции и проведены выборы.
20 марта 1861 года город был полностью разрушен землетрясением, о котором сегодня напоминают только руины церкви Святого Франциска, стоявшей здесь ещё с колониальных времен. Землетрясение унесло жизни почти 6000 горожан из 18 600, проживавших в Мендосе. Двумя годами позже город был восстановлен и уже в 1882 г. насчитывал 18 200 жителей.
В 1887 г. в Мендосу протянули железную дорогу, связав её с Сан-Хуаном и — через Вилью-Мерседес — с Буэнос-Айресом. С открытием в 1910 г. Трансандинской железной дороги город оказался важным пересадочным пунктом в составе транспортного коридора, соединившего Тихий и Атлантический океаны.

## Климат
| Показатель                    | Янв. | Фев. | Март | Апр. | Май  | Июнь | Июль | Авг. | Сен. | Окт. | Нояб. | Дек. | Год   |
| ----------------------------- | ---- | ---- | ---- | ---- | ---- | ---- | ---- | ---- | ---- | ---- | ----- | ---- | ----- |
| Средний суточный максимум, °C | 32,2 | 30,8 | 27,2 | 23,4 | 19,0 | 15,5 | 14,7 | 18,0 | 20,4 | 25,6 | 29,2  | 31,7 | 24,0  |
| Средний суточный минимум, °C  | 18,4 | 17,5 | 14,9 | 10,6 | 5,7  | 2,6  | 2,9  | 4,4  | 6,4  | 11,6 | 14,8  | 17,8 | 10,6  |
| Норма осадков, мм             | 48,2 | 38,0 | 34,7 | 13,4 | 7,9  | 3,6  | 12,2 | 5,3  | 13,2 | 8,2  | 15,2  | 23,3 | 223,2 |

## Население
Город насчитывает 121 000 жителей. Большинство населения — потомки испанцев, итальянцев и арабов.

## Промышленность и инфраструктура
Доминирующая отрасль экономики — виноделие и связанная с ней винодельческая промышленность. Далее следуют добыча нефти и её переработка. Кроме этого, Мендоса считается воротами в Чили и её область Сантьяго-де-Чили и является, поэтому, важным промышленным центром.
Авиастроение представлено заводом компании Laviasa, производящим лёгкие самолёты «Пуэльче».

## Транспорт

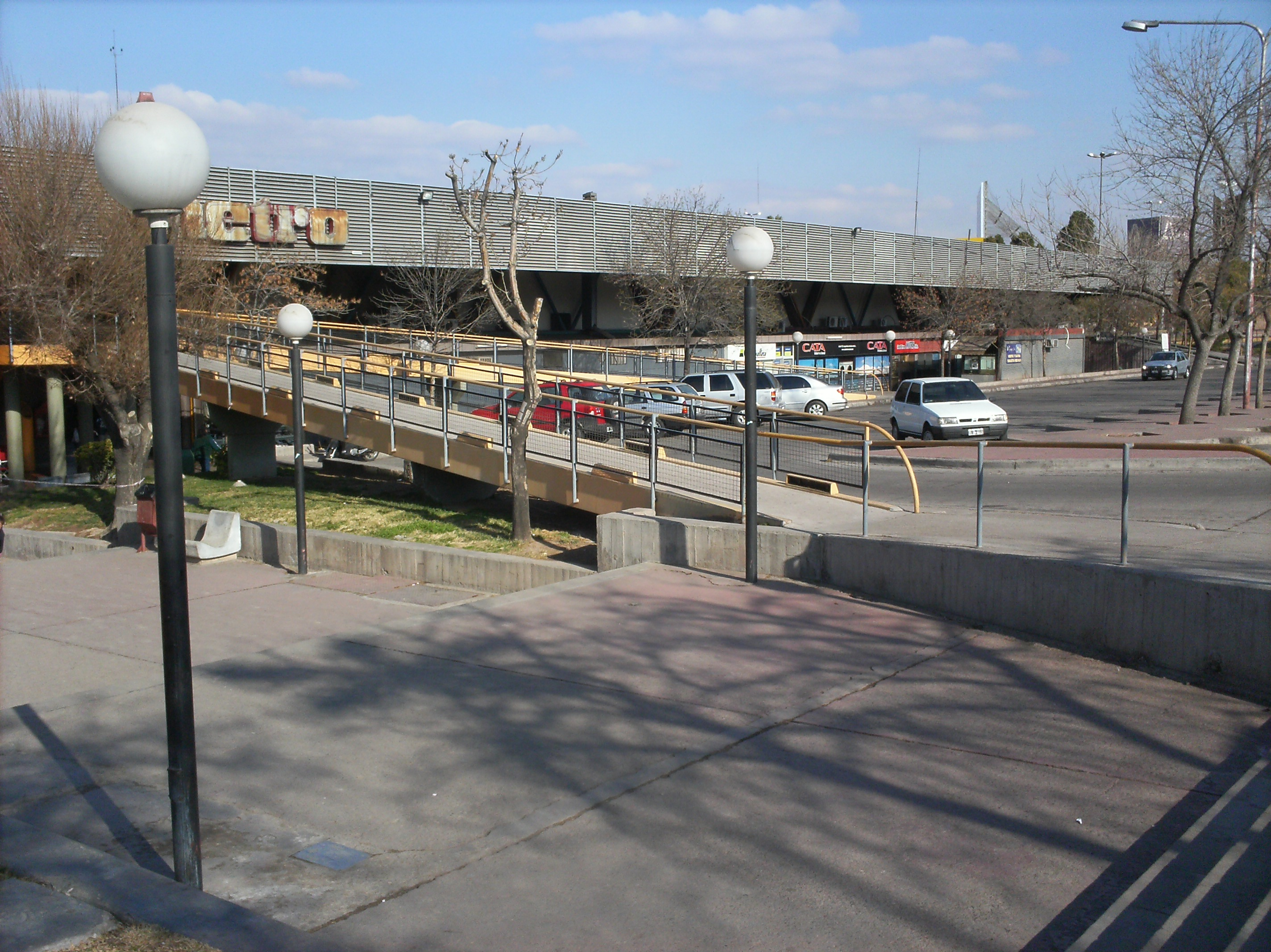
Международный автовокзал «Терминал Солнца» (Terminal del Sol)

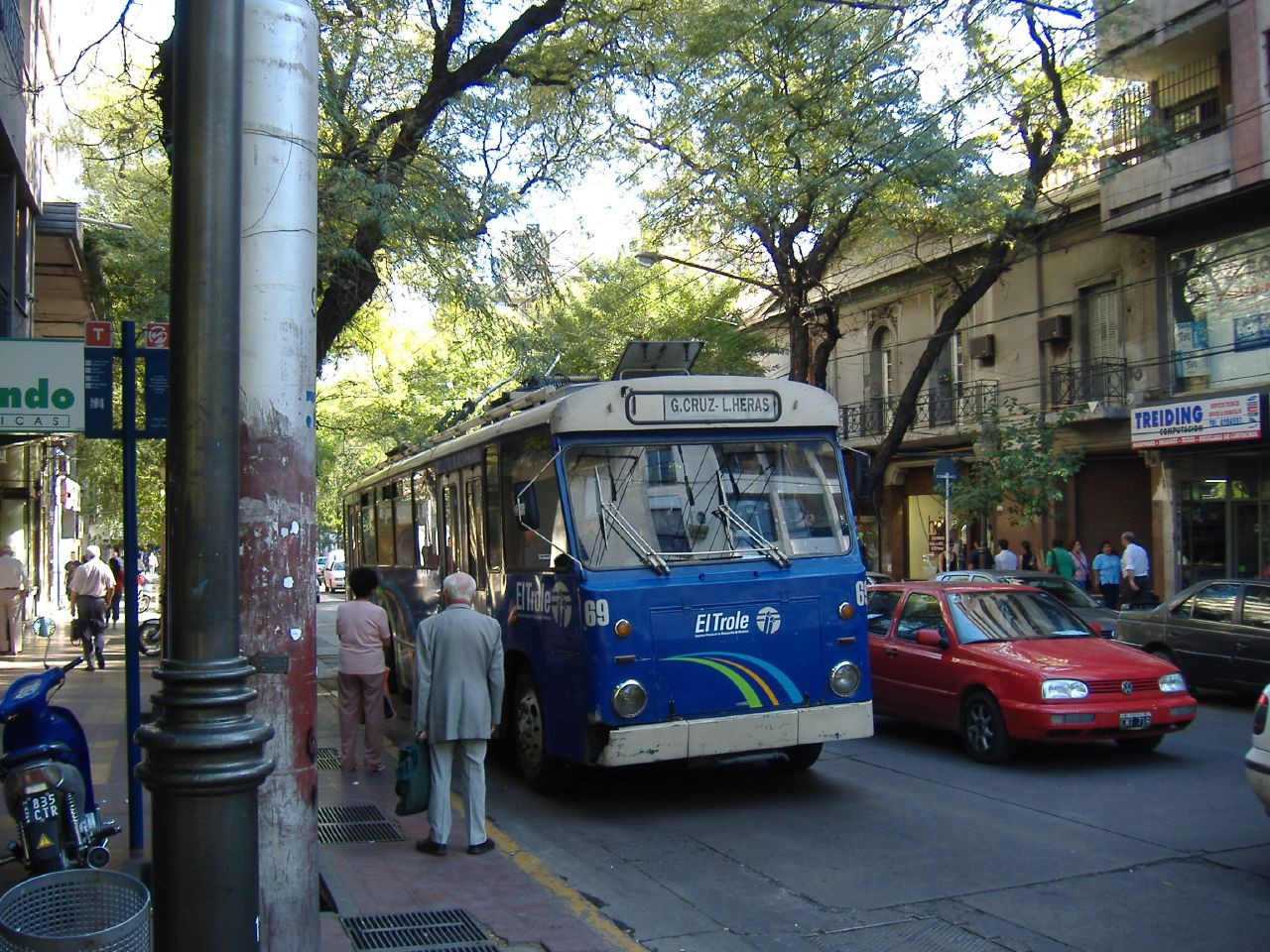
Городской троллейбус немецкого производства.

Междугородные перевозки Мендосы обеспечиваются автомобильным и авиационным транспортом. Путь из Буэнос-Айреса длиной в 1037 км автобус преодолевает за 13 часов, 380 км от чилийского Сантьяго – за 6–7. В северном пригороде Лас-Эрас располагается Аэропорт Эль-Плумерильо, который является важнейшим аэропортом западной части Аргентины. Продолжительность полёта из Эль-Плумерильо в Буэнос-Айрес составляет 2 часа, в Сантьяго – час.
Городской транспорт, после полного исчезновения трамваев в конце 50-х годах XX века, представлен в Мендосе троллейбусами и микроавтобусами. Троллейбусный парк города состоит из немецких машин серии TS (Trolleybus Solingen) производства 1970-х гг., японских «Toshiba» конца 50-х гг. и советских ЗиУ-9, построенных в 1984 г. В 2008 г. к ним присоединилась партия подержанных канадских троллейбусов из Ванкувера. Оплата проезда в городском транспорте осуществляется как наличными деньгами, так и аргентинскими смарт-картами «Red Bus».
В центре города функционирует автобусная линия, подвижной состав которой стилизован под трамваи 50-х гг.: «Городской трамвай покупок» (Tranvía Urbano de Compras). Линия – кольцевая, время движения – 25 мин с десятиминутной частотой.
В февареле 2009 г. было принято решение о строительстве «Скоростного трамвая Мендосы» (Metrotranvía de Mendoza) длиной в 12,5 км. Линия, частично проложенная по трассе прежней железной дороги Сан-Мартин, открыта 28 февраля 2012 г. С тем, чтобы использовать подержанные поезда Siemens-Duewag U2, закупленные в Сан-Диего, колею дороги пришлось перешивать с индийской на стефенсоновскую.
В 2006 г. была достигнута договорённость между правительствами Чили и Аргентины о реконструкции ныне не действующей Трансандинской железной дороги, ведущей из Мендосы в Сантьяго. В 2006 г. правительство Чили отказалось от проекта, посчитав его экономически невыгодным. В мае 2009 г. предложен новый план реконструкции, согласно которому движение по восстанавливаемой аргентинской части дороги должно осуществляться не из центра Мендосы, а из пригородной Качеуты.

## Достопримечательности и культура
Мендоса — зелёный город с парками, ресторанами, ночными клубами и театрами.

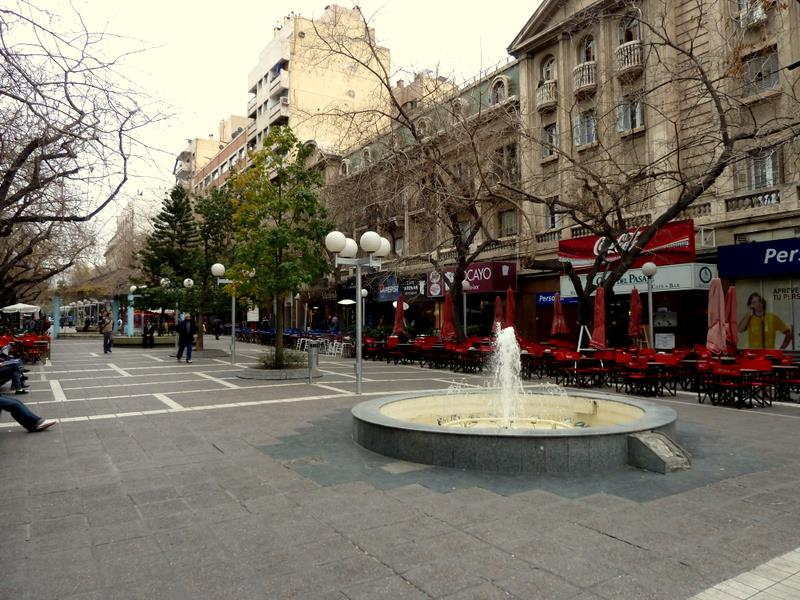
Пешеходная зона.

Центр города представляет собой пешеходную зону с деревьями и основными достопримечательностями:
- руинами церкви Святого Франциска;
- музеем;
- парком им. Хосе де Сан-Мартина.

Одними из важных и интересных достопримечательностей являются 5 площадей:
- площадь Испании;
- площадь Чили;
- площадь Италии;
- площадь Хосе де Сан-Мартина;
- площадь Независимости, на которой находится оперный театр;

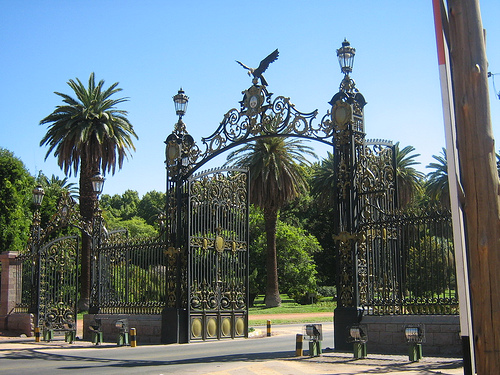
Городской парк Сан-Мартина.

Парк им. Хосе де Сан-Мартина находится у подножия Серро де ла Глория или Кургана Славы, где на вершине горы установлен памятник Хосе де Сан-Мартину.
Самый известный праздник года — Праздник сбора урожая «Вендимия», который проходит в городе, начиная с 1936 года, ежегодно в течение трёх месяцев.
Праздничные мероприятия достигают своего апогея в марте, когда в амфитеатре Мендосы проходят музыкальные и танцевальные представления и выбирается королева среди представительниц её 17 департаментов. Королевой не может быть девушка из Мендосы, потому что она является хозяйкой фестиваля.
- бесплатный музей современного искусства.

## Образование
- Национальный университет Куйо

## Туризм
- Винодельческие заводы вокруг Мендосы. Вина Мендосы известны во всем мире. Ведущий сорт винограда, возделываемый здесь — мальбек.
- Катание на горных лыжах. Самый современный горнолыжный курорт Аргентины, Лас Леньяс, находится в 4 часах езды от Мендосы.
- Трекинг.
- Поездка к чилийской границе, чтобы посмотреть на самую высокую вершину Южной Америки — гору Аконкагуа.

## Знаменитые люди города
- Диего Гонсалес Ольгин, миссионер, иезуит
- Антонио ди Бенедетто, писатель
- Нери Рауль Кардосо, футболист
- Энрике Дуссель, философ, историк, богослов
- Хуго Фрегонезе, режиссёр
- Квино, мультипликатор
- Сило (Марио Родригес), мыслитель, писатель

## Города-побратимы
- Майами-Дейд, Флорида, США
- Рамат-Ган, Израиль
- Нэшвилл, Теннесси, США
- Такна, Перу
- Сан-Паулу, Бразилия[10][11]